# Clinodiplosis uliginosa
Clinodiplosis uliginosa är en tvåvingeart som först beskrevs av Ephraim Porter Felt 1914.  Clinodiplosis uliginosa ingår i släktet Clinodiplosis och familjen gallmyggor. Inga underarter finns listade i Catalogue of Life.